# Homohelea brevispina
Homohelea brevispina är en tvåvingeart som först beskrevs av Jean-Jacques Kieffer 1911.  Homohelea brevispina ingår i släktet Homohelea och familjen svidknott. Inga underarter finns listade i Catalogue of Life.